# Агапа

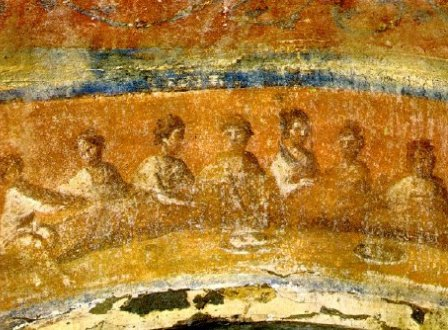
Агапа. Фреска из катакомб св. Присциллы

Ага́па (от др.-греч. ἀγάπη — «любовь»), также вечеря любви в I—V веках н. э. — вечернее или ночное собрание христиан для молитвы, причащения и вкушения пищи с воспоминанием Иисуса Христа. Основанием этому изначально было исполнение заповеди Христа о любви, поэтому словом αγάπη стали называть и само это собрание.
Агапы ранних христиан предполагали совершение Евхаристии в подражание Тайной вечере, они собирались вечером. По совершении таинства агапа переходила затем в обычную вечерю, то есть ужин, который также называли «вечерей Господней» (κυριακὸν δεῖπνον). Позже Евхаристия была от вечери отделена, но традиция собираться вечерами для братского общения не прервалась и название «агапы» за этими общими вечерними трапезами сохранилось.
Современная Греческая православная церковь называет «агапой» вечерню в первый день Пасхи. Обычай христосоваться во время этой службы вызывает воспоминания о раннехристианских агапах, которые «представляли двоякое общение с Господом и братское друг с другом». Именно на агапе (а не на пасхальной литургии, как в Русской православной церкви) в греческих храмах читают Евангелие на разных языках народов мира.

## История

### Совместные трапезы
Рассматривая христианскую агапу как совместную трапезу в отрыве от совмещавшегося с ней таинства, П. Соколов указывает для I века н. э. несколько аналогичных традиций проведения общих трапез. Совместные братские трапезы издавна практиковались иудеями. Филон Александрийский описывает их проведение в общине терапевтов в Египте. После обнаружения и расшифровки документов другого иудейского аскетического течения в Кумранской общине оказалось, что проведение братских трапез нашло отражение и в их уставе. Критик христианства Э. Ренан сравнивает с агапами трапезы погребальных языческих коллегий, практиковавшиеся в Римской империи. В греко-римском мире были широко распространены ритуальные пиршества — симпосии.

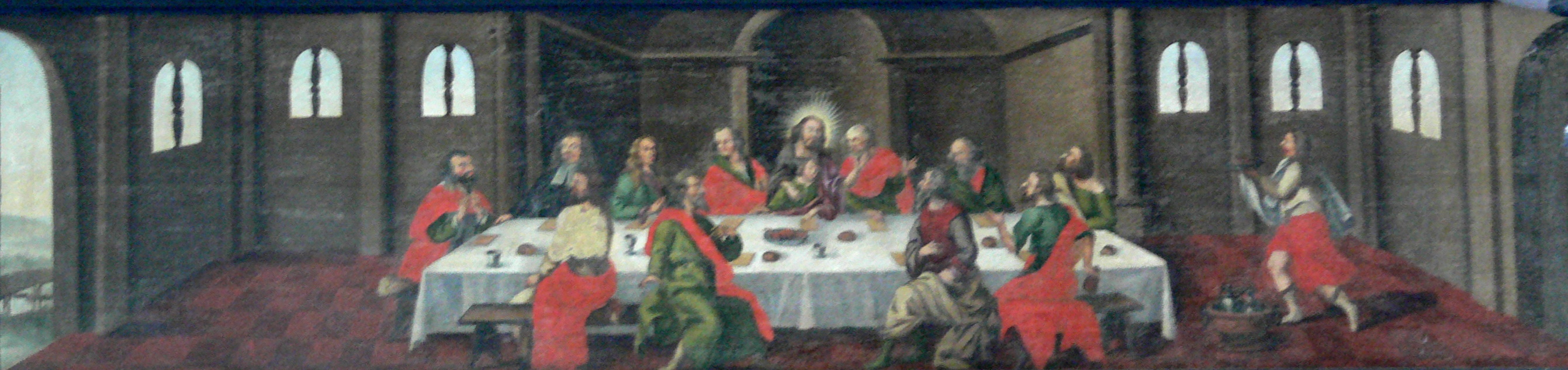
Тайная вечеря. Кирха св. Николая, Луккау, Бранденбург

Совместные трапезы, описываемые в Евангелиях, разделяют по своему богословскому смыслу на 3 группы:
- трапезы до Тайной вечери (Мф. 14:15—21, Мф. 15:32—38; Мк. 6:35—44, Мк. 8:1—9; Лк. 9:12—17; Ин. 2:1—11, Ин. 6:3—13);
- Тайная вечеря (Мф. 26:20—30; Мк. 14:22—26; Лк. 22:14—20; 1Кор. 11:23—26);
- трапезы Господа и апостолов после Воскресения Христова (Лк. 24:30-31, 41-42; Ин. 21:9—14; Деян. 10:40—41).

### Агапы ранних христиан

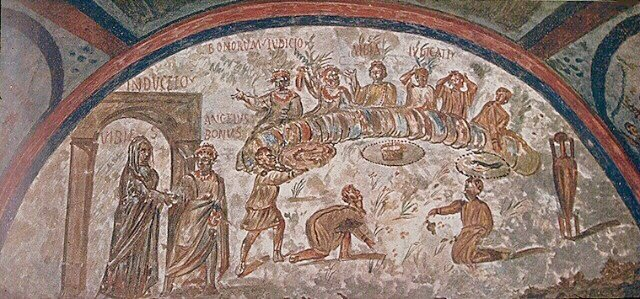
Агапа. Фреска из катакомб Домицилы

Первый из известных на сегодня примеров словоупотребления ἀγάπη применительно к совместной христианской трапезе — в послании апостола Иуды:

Таковые бывают соблазном на ваших вечерях любви; пиршествуя с вами, без страха утучняют себя.
Оригинальный текст (др.-греч.)Οὗτοί εἰσιν οἱ ἐν ταῖς ἀγάπαις ὑμῶν σπιλάδες, συνευωχούμενοι ἀφόβως, ἑαυτοὺς ποιμαίνοντες
— Иуд. 1:12 («Соборное послание святого апостола Иуды»)
Исследователи отмечают, что во многих положениях этот новозаветный документ перекликается со 2-м посланием апостола Петра. В связи с этим высказывают предположение, что в последнем во фразе ἐντρυφῶντες ἐν ταῖς ἀπάταις αὐτῶν, συνευωχούμενοι ὑμῖν («…они наслаждаются обманами своими, пиршествуя с вами» (2Пет. 2:13)) слово ἀπάταις (обманами) — описка и следует читать ἀϒάπαις, то есть «наслаждаются агапами, пиршествуя с вами».
Взаимозаменяемость терминов «евхаристия» и «агапа», свидетельствующая об обязательном предварении вечерней трапезы таинством причащения, следует из текстов посланий Игнатия Богоносца, в его лексике эти термины взаимозаменяемы. Логическую и духовную связь между агапами и совместными трапезами Иисуса Христа со своими учениками в XX веке провёл Г. Лицман.

### Агапа и Евхаристия
Преломление хлебов, то есть совершение Евхаристии на совместных трапезах первых христианских общин, зафиксировано в Деяниях святых апостолов (Деян. 2:42, Деян. 2:46, Деян. 20:7). Там же, хотя и не в прямой связи с агапами (слово «столы», τραπέζαις, употреблено в собирательном смысле)

…Произошёл у еллинистов ропот на евреев за то, что вдовицы их пренебрегаемы были в ежедневном раздаянии потребностей. Тогда двенадцать [апостолов], созвав множество учеников, сказали: нехорошо нам, оставив слово Божие, пещись о столах.
Оригинальный текст (греч.) Ἐν δὲ ταῖς ἡμέραις ταύταις πληθυνόντων τῶν μαθητῶν ἐγένετο γογγυσμὸς τῶν Ἑλληνιστῶν πρὸς τοὺς Ἑβραίους, ὅτι παρεθεωροῦντο ἐν τῇ διακονίᾳ τῇ καθημερινῇ αἱ χῆραι αὐτῶν. 2 προσκαλεσάμενοι δὲ οἱ δώδεκα τὸ πλῆθος τῶν μαθητῶν εἶπον· Οὐκ ἀρεστόν ἐστιν ἡμᾶς καταλείψαντας τὸν λόγον τοῦ Θεοῦ διακονεῖν τραπέζαις.— Деян. 6:1–2
говорится о помощи нуждающимся, осуществление которой могли ставить перед собой организаторы агап.
Совершение Евхаристии непосредственно во время общей трапезы отмечается в источниках конца I — начала II веков н. э. У Игнатия Богоносца Евхаристия и агапа («вечеря любви») употреблены как синонимы. Плиний Младший писал, что у христиан в Вифинии есть два вида собраний, предрассветное и вечернее, на которых они, собираясь, «отведывают пищу невинного рода».
Три молитвы в «Дидахе» («Учение двенадцати апостолов») относят к Евхаристии: благословение чаши, благословение хлеба и «по насыщении». Последнюю завершают словами «если кто свят, пусть подходит, а кто нет, тот пусть кается…», соответствующими возгласу литургии «Святая святым». В связи с реконструкцией порядка этого действа учёные высказывали разные предположения. Так, П. Батиффоль, О. Казель, Л. Буйе, Л. Лижье и Г. Лицман полагали, что в «Дидахе» трапеза ещё не отделена от Евхаристии и следует после вкушения освящённого хлеба (Тела Христова). Следуя распорядку «вечери Господней» по апостолу Павлу, Буйе считал молитву над хлебом в начале трапезы — молитвой благословения евхаристического Хлеба, а молитву после трапезы — молитвой благословения евхаристической Чаши. Таким образом, трапеза помещалась между причащением Христовым Телу и Крови. Такой порядок общей трапезы сохранился в крещальной литургии «Апостольского Предания» Ипполита Римского: новокрещёные после Причащения Телу Христову вкушали воду, молоко и мёд и только после этого — Кровь Христову.
В первый же день недели, когда ученики собрались для преломления хлеба, Павел, намереваясь отправиться в следующий день, беседовал с ними и продолжил слово до полуночи… Во время продолжительной беседы Павловой один юноша, именем Евтих, сидевший на окне, погрузился в глубокий сон и, пошатнувшись, сонный упал вниз с третьего жилья, и поднят мёртвым. Павел, сойдя, пал на него и, обняв его, сказал: не тревожьтесь, ибо душа его в нём. Взойдя же и преломив хлеб и вкусив, беседовал довольно, даже до рассвета, и потом вышел. Между тем отрока привели живого, и немало утешились.
Термин «вечеря Господня» (κυριακὸν δεῖπνον) использует апостол Павел (1Кор. 11:20–34). В «Православной энциклопедии» написано, что «предположительно она начиналась Причащением Телом Христовым, после чего следовало вкушение обычной пищи, и заканчивалась Причащением Кровью Христовой», в таком порядке описывает Тайную вечерю евангелист Лука (Лк. 22:17—20). Это соответствует и распорядку иудейских братских трапез — вкушение чаши вина, преломление хлеба и трапеза, вкушение последней чаши вина с чтением особых благословений. В Деяниях апостолов описана возвышенная и вместе с тем непринуждённая атмосфера, царящая между участниками; за преломлением хлебов следует духовная беседа, продолжающаяся за полночь (см. врезку).
Однако не каждую агапу удавалось провести в такой высокодуховной атмосфере. Предостережения от недостойного поведения высказываются в 1Кор. 11:20; Иуд. 1:12; 2Петр. 2:13. С гневом и возмущением отчитывает коринфян в своём послании к ним апостол Павел, обращая внимание, что одна только еда и питьё (тем более, чрезмерное) отнюдь не исчерпывают содержание агапы как вечери Господней:

Сходящымся убо вам вкупе, несть Господскую вечерю ясти: кииждо бо свою ве́черю предваряеть во снедение, и ов убо алчет, ов же упивается. Егда бо домов не неимата во еже ясти и пити; или о церкви Божией нерадите, и срамляете неимущыя; что вам реку; похвалю ли вы о сем, не похвалю.
Перевод
Далее, вы собираетесь, [так, что это] не значит вкушать вечерю Господню; ибо всякий поспешает прежде [других] есть свою пищу, [так] [что] иной бывает голоден, а иной упивается. Разве у вас нет домов на то, чтобы есть и пить? Или пренебрегаете церковь Божию и унижаете неимущих? Что сказать вам? похвалить ли вас за это? Не похвалю.

— 1Кор. 11:20–22
Эту часть послания апостол завершает повторным напоминанием о разнице между Евхаристией и обычной пищей. Тем, кто «свою ве́черю предваряеть во снедение» (наедается на трапезе прежде всех) из-за того, что пришёл голодным, Павел прямо советует: «…собираясь на вечерю, друг друга ждите. А если кто голоден, пусть ест дома, чтобы собираться вам не на осуждение.» (1Кор. 11:33–34).

### Отделение Евхаристии
Предпосылки разделения евхаристической и неевхаристической трапез, которые впоследствии стали называть «литургией» и «агапой», стали складываться ещё при жизни апостолов. Пожелание апостола Павла участникам агап: «А если кто голоден, пусть ест дома…» (1Кор. 11:33–34) ко второй половине II века реализуется в установлении нового обычая причащаться натощак. Как следствие (подтверждаемое «Деяниями апостола Иоанна»), трапезы стали проводить по завершении Евхаристии (за исключением Александрийского богослужения, в котором Евхаристия совершалась после агап и в V веке).
Иустин Философ упоминает о приношениях в конце литургии («Православная энциклопедия» предполагает, что эти приношения делались для предстоящих агап), но о самом совершении агап умалчивает. Поскольку Иустин писал, что «достаточные из нас помогают всем бедным, и мы всегда живем за одно друг с другом», и что «образ почтения [Бога]… тот, чтобы данное для нашего питания… приносить для нашего… употребления и для нуждающихся», энциклопедия связывает приношения в конце литургии с благотворительностью и делает вывод, что «превращение общих трапез почти в исключительно благотворительную акцию, очевидно, связано с лишением агап их сакраментального компонента — Евхаристии».
Окончательное разделение понятий «агапа» и «евхаристия» произошло в конце II — начале III веков, что видно, например, из текста Деяний апостола Фомы. При этом агапа выделяется в самостоятельный чин, совершаемый вечером. Со своей стороны, Тертуллиан и Киприан Карфагенский пишут о Евхаристии, проводимой по утрам.
Климент Александрийский, Тертуллиан, Ориген, Киприан Карфагенский, Ипполит Римский и другие литургико-канонические источники и церковные писатели продолжают упоминать агапы и в первой половине III века. В этот период агапы чаще всего устраивались по воскресеньям с участием всех членов общины под председательством епископа.

### Развитие чина агапы
Тертуллиан в «Апологии» описывает следующие последования чина агапы — молитва, скромная трапеза, умовение рук и зажжение светильников. Затем «каждый, кто может, вызывается на середину воспеть Богу». Завершала агапу молитва. Из записей Ипполита Римского следует, что сначала совершалось благодарение над светильником, потом шло псалмопение, благословение чаши и хлеба и затем трапеза. Ипполит говорит о большем церковном контроле за проведением агапы — председательствовать на ней должен был один из клириков, а благословение чаши и хлеба возлагалось либо на епископа, либо, в его отсутствие, на пресвитера или диакона, но в любом случае не на мирянина. В письме Киприана Карфагенского отмечается такая особенность агапы, как псалмопение.
Хлеб, благословляемый на агапах, называли либо «евлогией» (εὐλογία — «благословение»), либо «хлебом (артосом) заклинания» (ἄρτος τοῦ ἐξορκισμοῦ). Ипполит Римский писал об евлогии: «Верные, прежде чем преломлять собственный хлеб, пусть берут из рук епископа немного хлеба, так как это евлогия, а не Евхаристия… Мирянин не может совершать евлогию». В «Канонах Ипполита» речь идёт об артосе: «Пусть он [епископ] сам распределяет хлеб заклинания… чтобы Бог сохранил агапы их от страха лукавого» (Каноны Ипполита).
Вопрос о тождественности евлогии и «хлеба заклинания» пока до конца не прояснён. Православная энциклопедия выдвигает предположение, что название «хлеб заклинания», вероятно, связано с экзорцизмами, которые неоднократно произносили над оглашенными; вкушение «хлеба заклинания» было составной частью экзорцизмов. Как и на службы, оглашенных на агапы не допускали. Однако им посылали «хлеб заклинания», «чтобы они присоединились к Церкви».
Молитва освящения «для тех, кто приносит хлеб и воду или елей для благословения во святую Четыредесятницу, после испытания тех, кто будет креститься», находимая в коптской версии «Апостольского предания», текстуально сходна с молитвой «над елеем больных или над хлебом или над водой» Евхология Серапиона. Хлеб, о котором говорится в этих молитвах, может отождествляться с «хлебом заклинания» агап III века, а елей — с «елеем заклинания» или же «елеем оглашенных» (в западной традиции — елей предкрещального помазания), но не с «елеем радования» (в восточной традиции — елей предкрещального помазания). Жак Гоар отмечает, что молитвы над хлебом для больных (которую называет Евхология Серапиона) встречаются в восточных евхологиях более позднего времени, чем III—IV века.
Раздел современного Типикона о благословении хлебов на вечерне (которое непосредственно восходит к агапам) называет среди важнейших «дарований» хлебов их целебную силу, которая проявляется при вкушении хлебов «с водою».
Дольше всего традиция проведения агап сохранялась у коптов. Трапезу, сходную с агапами, описывает каппадокийское сочинение Псевдо-Афанасия «О девстве» (около 390 года). Она совершалась после службы 9-го часа, причём при преломлении хлеба читали молитву, совпадающая с евхаристической молитвой из 9-й главы «Дидахе»: «Как этот хлеб, рассеянный некогда, будучи собран, стал одним, так да будет собрана Твоя Церковь от пределов земли в Твое Царство». Об обычае египетских христиан причащаться по субботам после трапезы писал и Сократ Схоластик.
В IV—V веках, когда в Европе идея агап была близка к своей дискредитации, а их проведение — к запрету, в Египте практика агап перешла в монастыри, откуда её заимствовали большинство монашеских традиций. В дальнейшем монастырские агапы трансформировались в палестинских монастырях в чин благословения хлебов, пшеницы, вина и елея на вечерне. Как видно по всем редакциям Иерусалимского устава, этот чин совершали каждую субботу вечером, а также по праздникам — то есть, в то время суток, в какое агапы некогда совершались в Египте.
К агапам, возможно, восходят такие чинопоследования, как чин о панагии (и заменяющее его на Пасху последование артоса), праздничный чин благословения колива (в монастырях и приходских храмах на Балканах его проводят в дни чтимых святых), чин «резания колача» в Сербской церкви, поминальный чин благословения кутии.

### Поминальные агапы
Первые упоминания о поминальных агапах датируют концом II века. Первоначально их совершали как тризну, на гробницах мучеников. «Обильная Агапа» (ἀϒάπη πολλή) «при гробницах» с участием апостола Павла и его последователей описана в «Деяниях Павла и Фёклы»; аналогичная трапеза описана и в «Деяниях апостола Иоанна».
Отношения к тризнам, «похоронным пиршествам» (учитывая их языческую предысторию) было неоднозначным. Климент Александрийский назвал такое мероприятие «трапезой, демонам посвящённой». Вместе с тем, в приписываемом Оригену (преемнику Климента на посту главы огласительного александрийского училища) толковании на Книгу Иова:

Мы совершаем память святых и родителей наших, также чествуем память друзей, умирающих в вере… мы призываем благочестивых… и наравне с клиром… питаем неимущих… чтобы празднество наше служило в воспоминание и упокоение души
— [Псевдо-]Ориген. Толкование на книгу Иова
поминальные агапы описывают без осуждения. Поминовение усопших на 3, 9, 40-й дни после их смерти в IV веке сопровождали агапами. Они заключались во вкушении вина и некоторого количества пищи на могилах усопших, и бо́льшая часть пищи, пишет блаженный Августин, раздавалась неимущим.
В Православной энциклопедии написано, что именно из поминальных агап выросли два вида христианского богослужения, отвергнутые впоследствии протестантами:
- богослужение в память святых (согласно первоначальному обычаю, все христиане, в том числе и мученики, поминались одинаково, то есть поминальные агапы нередко имели характер не моления об усопшем, а праздника в честь святого)
- заупокойное богослужение

### Отмирание обычая
С середины II века «агапами» начинают называть и совместные несакраментальные трапезы, которые христиане устраивали, чтобы накормить бедных. Помимо христианского общения, Ипполит Римский пишет и о такой цели агап, как помощь неимущим. Слово «агапа» использует для обозначения проявления милосердия по отношению к бедным Августин Блаженный.
Предупреждения, которые ещё на заре христианства делали участникам агап святые апостолы относительно соблюдения благообразия и умеренности на агапах, со временем принимались во внимание всё меньше. Разные источники (Климент Александрийский, Тертуллиан, «Каноны Ипполита») пишут о неумеренном потреблении пищи и вина, о криках, многословии и пустом смехе во время трапез, завершающих агапы. Опираясь эти факты, языческие источники проецировали свои критические выводы на всех христиан, обвиняя их в безнравственности. С конца IV — начала V веков скептические оценки агап проникают и в святоотеческие произведения.
Обычай устраивать трапезы в память мучеников порицают Григорий Богослов («во всём восприимем щит веры и избежим всех стрел лукавого… Если для этого мы собрались, то подлинно ценно Христу наше празднество… Если же имеем в виду угодить прихотям чрева, то… не знаю, благовременно ли это»), Амвросий Медиоланский и Августин Блаженный; последний распространяет это на трапезы в память всех усопших. Пренебрежительно отзывается об агапах и Иоанн Златоуст, призывая участвующих в них к умеренности.
К IV веку продолжающиеся злоупотребления приводят к попыткам запретить агапы. Если около 350 года Гангрский собор даже отлучал тех, кто презирал устроителей агап (Правило 11), то в 364 году 28-м правилом Лаодикийский собор ввёл запрет на устроение агап в храме. Правилом 27-м запрещалось уносить пищу с агап домой, «ибо сим причиняется оскорбление церковному чину». К концу V века упоминания о проведении агап на Востоке уже не встречаются. Тогда же евхаристические гимны во время Литургии трансформировались в тайные молитвы.
Тем не менее в 691 году VI Вселенский Собор повторил 28-е правило Лаодикийского Собора, что может косвенно указывать, что кое-где агапы могли совершаться и в VII веке. Вместе с тем, в это же время в Византии, в основном при храмах и монастырях, складывается и развивается система благотворительных (больницы, дома престарелых), а также странноприимнических учреждений.
Судя по правилу 49 Арелатского (Арльского) Собора (452 год), совместные трапезы клириков и народа были обычным явлением, их одобрял и папа Григорий I Великий. По свидетельству Августина, в Италии агапы начали спонтанно исчезать или отменяться после увещаний отдельных епископов уже в конце IV века. В это же время становится отрицательным отношение к агапам и в Северной Африке. 28-е правило Гиппонского собора запретило причащаться после вкушения пищи, а 29-е (подтверждённое как 51-е правило Карфагенского собора) запретило клирикам «пиршествовать в церкви» и предписало по возможности не позволять это делать мирянам. 5-е правило Германского собора (743 год) окончательно запретило агапы в память мучеников и усопших.

### Возрождение агап
Память о древних агапах всегда жила в Церкви. В каждом монастыре и в каждом приходе существовали богадельни, сиропитательные дома призрения, ночлежки для бездомных, церковно-приходские школы и народные училища.
В Российской империи во второй половине XIX века, когда широко дискутировался вопрос о необходимости возрождения и оживления приходской жизни, начали звучать голоса и о необходимости воскрешения агапы. Тему открыл священник Гумилевский, основатель и руководитель Христорождественского братства, действовавшего в 1860-х годах в Петербурге, в журнале «Дух христианина» за 1864 год. Он призвал возродить для воскресения духа любви к собратьям братские обеды. Затем основатель Крестовоздвиженского православного трудового братства, созданного в 1889 году в Черниговской губернии, Н. Н. Неплюев с теми же целями ввёл элементы агапы (общую чашу с вином) в чин приёма в братство.
В 1912 году А. А. Папков, церковный писатель, впоследствии — член Поместного собора Православной российской церкви, написал, что дело приходского преобразования надо начинать с еженедельного причастия и скромных трапез, на которые нужно приглашать бедных прихожан для утешения через братское общение с ними.
С 1919 года обычай агап после общего причастия появился в Маросейской общине, окормляемой московским старцем протоиереем А. А. Мечёвым (а после его смерти в 1923 году — его сыном, протоиереем С. А. Мечёвым). По воспоминаниям сестры Маросейской общины, посвятившей себя иконописи и реставрации, в постриге — монахини Иулиании (Соколовой), «В 5 часов начиналась литургия, за которой почти все, принимавшие участие в этой исключительной службе, причащались. Около 8 часов певчие и постоянные духовные чада батюшки собирались в нижнем помещении храма, где устраивалось скромное угощение потрудившимся за ночным бдением. Называлось это угощение „агапой“».
В 1924 году в Москве при Софийской церкви на Софийской набережной образовалось сестричество, в которое входили около тридцати сестёр. Им руководил протоиерей А. А. Андреев, который в 1924 году был переведён сюда указом патриарха Тихона (в 1937 году претерпел мученическую кончину, прославлен Архиерейским собором РПЦ 2000 года как священномученик Александр Рязанский). Участницы сестричества собирались на вечерние беседы-агапы, на которых сёстры пели духовные стихи из изданной митрополитом Московским Макарием «Лепты».
В середине 1920-х годов в Москве образовалась православная община, получившая благословение архиепископа Филиппа (Гумилевского), который спустя несколько лет был арестован и убит во время допроса. Её возглавил тогда ещё мирянин Василий, впоследствии — архимандрит Сергий (Савельев). После литургии они практиковали братские трапезы, которые называли отзвуком «вечери любви» первых христиан. Несмотря на обвинение их какой-то центральной газетой в «объедении и упивании», они продолжали их и после этого.
Об агапах упоминается и в следственном деле 1933 года епископа-катехизатора Макария (Опоцкого), руководителя религиозно-трудового братства в Новгороде. Так они называли общие утренние домашние богослужения, совершавшиеся прямо за столом.
В 1970-х годах агапы совершались исповедником веры архимандритом Таврионом (Батозским) в Спасо-Преображенской пустыни под Ригой. «Когда заканчивалась Трапеза Господня, все участники её покидали храм и шли в трапезную для паломников напротив кельи о. Тавриона под соснами, где в простой аскетической обстановке совершалась агапа — трапеза любви. Она была удивительна своим духом служения друг другу в любви».
Традицию агап наследует круг церковной молодёжи, сложившийся вокруг будущего священника Г. С. Кочеткова. Первая агапа состоялась в 1975 году по благословению протоиерея В. Д. Шпиллера, настоятеля московского Николо-Кузнецкого храма. Один из членов общины А. М. Копировский в 1995 году вспоминал, как они начинали проводить агапы. «Всё родилось естественно, из желания не расходиться после совместного причастия. Мы просто вставали вместе в притворе храма или сзади в самом храме (чаще это был Богоявленский патриарший собор) <…> Вошло в обычай делиться просфорами, которые мы здесь же, в соборе, покупали. Потом оказалось, что это совпадает с традицией древней Церкви. <…> Мы советовались со священством и имели на это благословение с того же 1975 года».
С исчезновением советской власти у каждого православного прихода появилась возможность организации различной благотворительной и просветительной деятельности. Появившиеся воскресные школы для детей и для взрослых с чаепитиями и застольями после праздничной (воскресной) литургии — пример подражания принципам древних агап.
О продолжении традиции агап в интервью рассказывал епископ Сыктывкарский и Воркутинский Питирим: «Мы сродни сейчас первохристианскому времени. <…> Мы возрождаем агапы, то есть чаепитие и общение после всех утренних литургических богослужений. <…> Агапы служат освящению человека как в личной жизни, так и в общественной, при храмах. Сестричество милосердия в нашей епархии образовалось благодаря агапам. <…> Основная цель — пойти, добежать, достучаться до погибающих людей, которых надо спасать, спасать, спасать».
На Западе в ходе литургического движения 1930—1950-х годов в протестантской, а затем и в католической среде возникло движение за возрождение агап как общинных трапез. В 1960-е годы эти идеи были воплощены; основываясь на евангельских повествованиях о Тайной вечери и о других трапезах, совершавшихся с участием Иисуса Христа во время его земной жизни, инициаторы возродили практику этих общинных трапез. Эти агапы включали воспоминание-анамнесис, общение и само действо. «Православная энциклопедия» утверждает, что «тем не менее даже западные богословы сомневаются в укоренённости агап в трапезе Господней».

## В масонстве
Совместная трапеза масонов также называется «агапой».